# Strasburg (Colorado)
Strasburg és una concentració de població designada pel cens dels Estats Units a l'estat de Colorado. Segons el cens del 2000 tenia 1.402 habitants.

## Demografia
Segons el cens del 2000, Strasburg tenia 1.402 habitants, 503 habitatges, i 393 famílies. La densitat de població era de 69,9 habitants per km².
Dels 503 habitatges en un 39,8% hi vivien nens de menys de 18 anys, en un 68% hi vivien parelles casades, en un 7,2% dones solteres, i en un 21,7% no eren unitats familiars. En el 18,1% dels habitatges hi vivien persones soles el 7,6% de les quals corresponia a persones de 65 anys o més que vivien soles. El nombre mitjà de persones vivint en cada habitatge era de 2,76 i el nombre mitjà de persones que vivien en cada família era de 3,14.
Per edats la població es repartia de la següent manera: un 29,7% tenia menys de 18 anys, un 5,7% entre 18 i 24, un 29,2% entre 25 i 44, un 25% de 45 a 60 i un 10,4% 65 anys o més.
L'edat mediana era de 36 anys. Per cada 100 dones de 18 o més anys hi havia 93,7 homes.
La renda mediana per habitatge era de 53.558 $ i la renda mediana per família de 61.157 $. Els homes tenien una renda mediana de 42.097 $ mentre que les dones 25.862 $. La renda per capita de la població era de 19.546 $. Entorn del 3,1% de les famílies i el 6,4% de la població estaven per davall del llindar de pobresa.

## Poblacions més properes
El següent diagrama mostra les poblacions més properes.